# 奈良県道152号大三輪十市線
奈良県道152号大三輪十市線（ならけんどう152ごう おおみわとおいちせん）は、奈良県桜井市から橿原市に至る、かつて存在した一般県道である。

## 概要
桜井市大字三輪から橿原市十市町に至る。
2016年（平成28年）7月22日に廃止。全区間を通して1.5 - 2車線程度の道幅が確保されており、国道24号と国道169号を短絡するアクセス道路として通行する車両が多い。

### 路線データ
- 起点：桜井市大字三輪（三輪交差点、国道169号交点、奈良県道153号三輪停車場線終点）
- 終点：橿原市十市町（十市橋北詰交差点、国道24号交点）
- 総延長：4.1 km

## 歴史
- 2015年（平成27年）3月31日 - 桜井市大字大泉・大泉交差点（奈良県道14号桜井田原本王寺線交点） - 橿原市十市町・十市橋北詰交差点間（2.7 km）が桜井市・橿原市に移管された[2]。ただし、告示上の終点は橿原市十市町で変更なし。
- 2016年（平成28年）7月22日 - 廃止[1]。

## 地理

### 通過していた自治体
- 奈良県
  - 桜井市 - 橿原市

### 交差していた道路
| 交差していた道路                    | 市町村名 | 交差していた場所 | 交差していた場所        |
| ----------------------------------- | -------- | ---------------- | ----------------------- |
| 国道169号 奈良県道153号三輪停車場線 | 桜井市   | 大字三輪         | 三輪交差点 / 起点       |
| 国道169号 / 桜井バイパス            | 桜井市   | 大字三輪         | 芝運動公園南交差点      |
| 奈良県道14号桜井田原本王寺線        | 桜井市   | 大字大泉         | 大泉交差点              |
| 国道24号                            | 橿原市   | 十市町           | 十市橋北詰交差点 / 終点 |

### 沿線
- 桜井市芝運動公園
- 奈良県警察運転免許センター